# Ха-ха ров
Ха-ха ров je вртни елемент који има улогу ограде која не нарушава перспективу и спаја врт са околном природом. То се постиже тако што је страна рова ка врту у виду шкарпе, а са супротне стране – стрма, или се по средини рова зид или живица који су нешто нижи од дубине рова. Ров не дозвољава стоци (овцама и говедима – обавезним садржајем енглеских пејзажа) да одлута ван имања, а невидљив је за посматрача чији поглед се протеже далеко.

## Историјат
Основни дизајн утонулих ровова је древног порекла, и карактеристика је паркова јелена (deer park) у Енглеској. "Јеленски скок" (deer-leap) или saltatorium састојао се од рова са једне стране са стрмим зидом (оградом) или живицом, што је омогућавало да јелен уђе у парк, али не и да из њега оде. Од времена норманских освајања Енглеске право да изгради deer-leap одобравана је од стране краља, са резервама у погледу дубине јарка и висине зида или живе ограде . 
Иако се најчешће везује за енглеску и пејзажне вртове, ха-ха ров има корене и у Француској. Robinson (1994) порекло ха-ха рова налази у Д'Аргенвиловом делу "Теорија и пракса вртларстава" објављеног 1709. године, и утонулим оградама .
Градитељи вртова у à la française стилу нису се заустављали само на примени правила геометрије у свом раду - у првим објављеним расправа о вртовима, у XVII веку, они су посвећивали читава поглавља побољшањима или исправци перспективе, обично да би створили илузију веће удаљености. Француски дизајнери су користили један трик „вучји скок" (сот де лу, фр: saute-de loup), дубок и широк ров са вертикалним каменим зидом с једне стране, или је зид постављен на дно рова, тамо где би се ограда укрштала са погледом. Вучји скок има исти принцип као и јеленски скок, односно ха-ха ров. 
Ха-ха ровови добро се уклапају и у кинеске вртне идеје прикривања баријере са природом, али њихово европско порекло претходи европском открићу кинеских вртова иако га неки доводе у везу са идејама са оријента. .

## Етимологија
Ха-ха ров терминолошки је француског порекла, о чему говоре топоними у Новој Француској од 1686. године (а и у модерно доба територијална јединица Квебека Saint-Louis-du-Ha! Ha!), као и карактеристике врта Château de Meudon, око 1700. Д'Аргенвил пише:
| „ | Они (ха-ха ровови) спречавају прелазак, а изненађују по доласку у њихову близину, мамећи осмех, ха! ха!, одакле су и добиле назив. Овој врсти отварања, у неким случајевима, треба давати предност, јер уопште не прекидају сцену, као што је то делимично случај са шипкама ограда. | ” |

Етимологија термина се обично доводи у везу са изразом изненађења који неко изговори "ха ха" или "ах ах!" када се суочи са таквом ситуацијом. Ово објашњење дао је д'Аргенвил, и традиционално се приписују Лују, Гранд Дофену који је наишао на такав призор у Медону, својој резиденцији. 
Волпол, претпоставља да је име изведено из реакције обичног народа који је наилазио на ровове и да су се 
| „ | ... онда тако запрепашћивали, да су их назвали ха! ха! да изразе своје изненађење због изненадног открића и неуочавања током шетње. | ” |

Томас Џеферсон, описујући врт Стоу после посете у априлу 1786, такође користи термин са узвичницима: "ограђивање је у потпуности ха! ха! (рововима)".

## Дизајнери врта који су примењивали ха-ха ровове
У Британији, ха-ха као елеменат пејзажног врта промовисали су Чарлс Бриџмен и Вилијам Кент, а био је и битна компонента "захваћених" погледа (swept views) Кејпбилити Брауна. Хорас Валпол проналазак ха-ха рова приписује Бриџмену (Walpole, 1780), али је био свестан ранијег француског порекла: 
| „ | Терен који се граничи са парком без утонуле ограде морао је да буде усаглашен са травњаком унутар парка, и сад је, пак, могао да се ослободи своје примарне регуларности и уклопи у природнији предео ван парка. | ” |

. У ха-ха зид понекад се уграђивала просторија за чување леда, јер он пружа скривени улаз, а ледару чини мање упадљивом, док земљиште пружа додатну изолацију. . 